# Mordercza sieć
Mordercza sieć (ang. Wandering Eye) – kanadyjski telewizyjny thriller z 2011 roku.

## Treść
Maren Abbott, jest szczęśliwą żoną lekarza, która jednak od pewnego czasu czuje się zaniedbywana przez zajętego pracą męża. By się zemścić za brak zainteresowania, wchodzi na stronę internetową Wandering Eye, zaprojektowaną w celu ułatwienia nawiązywania romansów osobom będącym w związkach małżeńskich. Tam nawiązuje znajomość z przedstawicielem handlowym Lucasem Manningiem. Decyduje się na spotkanie z nim w hotelu, jednak będąc na miejscu zmienia zdanie i rezygnuje z romansu. Nazajutrz dowiaduje się, że Lucas został zamordowany, a ona staje się główną podejrzaną. Wkrótce z przerażeniem uświadamia sobie, że stała się celem seryjnego mordercy. Próbując uratować życie musi współpracować z szukającymi zabójcy detektywami. Okazuje się, że zabójca morduje te osoby, które próbowały lub dopuściły się zdrady małżeńskiej.

## Obsada
- Amanda Righetti – Maren Abbot
- Frank Chiesurin – Lucas Manning
- Krista Bridges – Jacqueline Fitzpatrick
- Andrew Shaver – Kyle Solomon
- Tim Post – Michael Federman
- Amy Sobol – Zooey
- Allen Altman – Will Atherton
- Donna Seidman – Brenda